# Instituto Internacional para la Democracia y Asistencia Electoral

Logo de Instituto Internacional para la Democracia y Asistencia Electoral

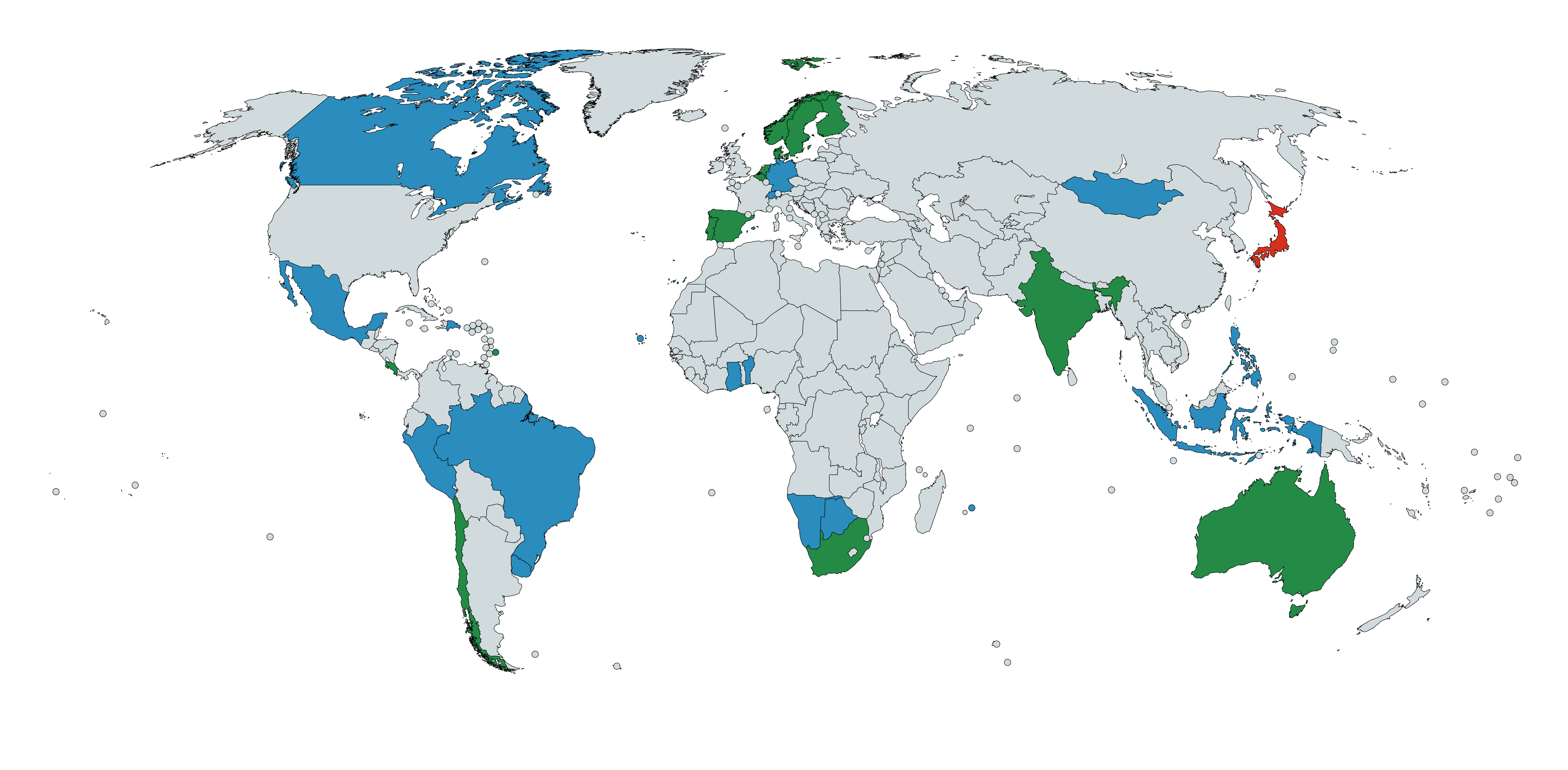
Mapa de IDEA Internacional.
Miembros fundadores
Miembros
Miembro observador

El Instituto Internacional para la Democracia y Asistencia Electoral (IDEA Internacional) es una organización intergubernamental que trabaja para apoyar y fortalecer las instituciones y los procesos democráticos en todo el mundo y desarrollar democracias sostenibles, eficaces y legítimas. Tiene oficinas regionales en Europa, América Latina y el Caribe, Asia y el Pacífico, y África y Asia Occidental. La sede central de la organización se encuentra en Estocolmo (Suecia). 
Desde agosto de 2019 Kevin Casas Zamora es el secretario general de IDEA Internacional. Casas Zamora fue vicepresidente de Costa Rica entre 2016 y 2017, así como Ministro de Planificación.  Yves Leterme, exsecretario general adjunto de la OCDE y ex primer ministro de Bélgica, fue el secretario general entre 2014 y 2019, en sustitución de Vidar Helgesen. 
IDEA Internacional es un observador oficial de Naciones Unidas.

## Historia
Los primeros años de la década de 1990 estuvieron marcados por desafíos a la democracia en todo el mundo. La represión violenta en la Plaza de Tiananmen en China ocurrió en 1989, y Chile, Brasil, Uruguay y Argentina estaban en un camino lento y difícil hacia la democracia después de haber sufrido golpes y dictaduras militares igualmente crueles. A pesar de una larga tradición de autocracia en Corea del Sur, el disidente democrático Kim Dae-jung se convirtió en presidente. Nelson Mandela, que logró salir de prisión en 1990 después de cumplir 28 años en prisión, marcó el primer paso de Sudáfrica hacia la democracia. También hubo discusiones amplias en otras partes de África y Asia sobre cómo incorporar normas democráticas en sus tradiciones y culturas.
Cada vez más personas en todo el mundo necesitaban buenos consejos sobre una serie de decisiones que debían tomarse para que la democracia funcionara. En respuesta a esta necesidad, Suecia, junto con otros 13 países, tomó la iniciativa de fundar el Instituto Internacional para la Democracia y la Asistencia Electoral, IDEA Internacional.
La Conferencia de Fundación de IDEA Internacional tuvo lugar del 27 al 28 de febrero de 1995 e involucró a 14 estados fundadores: Australia, Barbados, Bélgica, Chile, Costa Rica, Dinamarca, Finlandia, India, Holanda, Noruega, Portugal, Sudáfrica, España y Suecia. Los 4 campos de actividad iniciales del instituto se definieron como: (1) la creación de un banco de datos y la provisión de servicios de información; (2) la investigación; (3) establecimiento y promoción de directrices y (4) ofrecer servicios de asesoramiento y creación de capacidades.
La estructura original del instituto consistía en una junta de 9 a 15 personas, designadas a título personal en lugar de representantes de los Estados miembros, que desarrollaron el programa de trabajo. El consejo (compuesto por un representante de cada miembro y miembro asociado) fue responsable de aprobar el programa de trabajo y el presupuesto, a pesar de no ser consultado sobre su desarrollo, y de asegurarse de que las contribuciones apoyaran el programa de trabajo. El núcleo de la junta fundacional estaba integrado por Shridath Ramphal, Adama Dieng y David Steel. Bengt Säve-Söderbergh, jugó un papel fundamental en el proceso de fundación, y fue selecionado como el primer secretario general del Instituto. Debido a complicaciones prácticas entre el consejo y la junta de fundación, este modelo de traajo evolucionó. 
IDEA Internacional comenzó a trabajar de inmediato en el diseño de códigos éticos y reglas y pautas profesionales para los procesos electorales, y al principio desarrolló tres manuales extremadamente útiles sobre diseño de sistemas electorales, democracia y conflictos muy arraigados, y mujeres en el parlamento.
Como parte de la celebración del vigésimo aniversario del instituto en 2015, Bengt Säve-Söderbergh escribió un ensayo, The Birth of an IDEA, que reseña cómo nació la organización y su relevancia.

## Misión
La misión de IDEA Internacional es "promover la democracia en todo el mundo, como una aspiración humana universal y un facilitador del desarrollo sostenible, a través del apoyo a la construcción, el fortalecimiento y la protección de las instituciones y procesos políticos democráticos en todos los niveles". Además, IDEA Internacional se dedica a las siguientes tareas:
- Ayudar a los países a crear capacidad para desarrollar instituciones democráticas.
- Proporcionar un foro entre los responsables políticos, académicos y profesionales.
- Sintetizar la investigación y la experiencia de campo, y desarrollar herramientas prácticas para mejorar los procesos democráticos.
- Promover la rendición de cuentas, la transparencia y la eficiencia en la administración de las elecciones.
- Facilitar la evaluación, monitoreo y promoción de la democracia local por parte de los ciudadanos locales.

## Áreas de trabajo
- Procesos electorales: el apoyo a los procesos electorales es esencial en el trabajo de IDEA Internacional desde su fundación en 1995. El Instituto genera conocimiento comparativo global, análisis no prescriptivos y recomendaciones de políticas para el diseño, establecimiento y consolidación de los procesos electorales. Las audiencias objetivo del Instituto incluyen organismos de gestión electoral, profesionales electorales, organismos legislativos y judiciales, académicos, sociedad civil, observadores electorales, así como agencias de desarrollo y organizaciones de asistencia para la democracia.
- Creación de constituciones: el programa de creación de constituciones crea conciencia sobre el papel que juega la Constitución en la gestión de conflictos y la consolidación de la democracia. El Instituto proporcionar asistencia técnica, recursos y conocimientos comparativos a los actores nacionales que participan en los procesos de construcción de la constitución. De esta forma sirve a una comunidad global de profesionales de la construcción de constitución a través de espacios físicos y virtuales para el diálogo.
- Participación y representación política: este programa apoya a los partidos políticos que en cuatro áreas. Ley y finanzas del partido, para mejorar la regulación de las finanzas de los partidos y candidatos. La organización del partido político, para permitir que los partidos políticos desarrollen plataformas políticas. Diálogo de partidos políticos, para buscar el consenso dentro de la cultura política predominante de la competencia. Y asistencia efectiva a los partidos: para fortalecer la alineación de los enfoques de cada partido.
- Evaluación de la democracia: la Iniciativa del Estado Global de la Democracia (GSoD) fue presentada en 2016 para analizar las tendencias y los desafíos que afectan la democracia en todo el mundo. La Iniciativa GSoD proporciona análisis basados en evidencia sobre el estado global y regional de la democracia. El primer informe se publicó en 2017 y el segundo informe está disponible desde noviembre de 2019. Los Índices del estado de la democracia en el mundo, también ofrecen datos para que cualquiera los use.

International IDEA ofrece varias herramientas y bases de datos como por ejemplo la base de datos de participación electoral, la herramienta de gestión de riesgos electorales y el sistema de evaluación de amenazas IntegriTAS. Cualquier persona puede acceder a datos sobre temas como la participación electoral, el diseño del sistema electoral, cuotas para las mujeres y las leyes y regulaciones de financiamiento político.
IDEA Internacional tiene el estatus de observador de la ONU.

## Miembros
Los Estados miembros fundadores de IDEA Internacional fueron Australia, Barbados, Bélgica, Chile, Costa Rica, Dinamarca, España, Finlandia, India, Noruega, Países Bajos, Portugal, Sudáfrica y Suecia.
La organización cuenta con 34 Estados miembros.  Estos son Australia, Barbados, Bélgica, Benín, Botsuana, Brasil, Canadá, Cabo Verde, Chile, Costa Rica, República Dominicana, Estonia, Finlandia, Alemania, Ghana, India, Indonesia, Luxemburgo, Mauricio, México, Mongolia, Namibia, Países Bajos, Noruega, Panamá, Perú, Filipinas, Portugal, Sudáfrica, España, Suecia, Suiza, Túnez y Uruguay.

## Estructura interna
Los miembros del personal ascienden a 200 integrantes que trabajan en distintas oficinas en todo el mundo. La sede central de IDEA Internacional se encuentra en Estocolmo en el islote de Strömsborg. Otras oficinas en el campo de trabajo se encuentran en las ciudades de Nueva York, Estados Unidos; Bruselas, Bélgica; La Haya, Países Bajos; Katmandú, Nepal; Suva, Fiji; Asunción, Paraguay; Addis Abeba (Etiopía); Santiago, Chile; Canberra (Australia);  Tunis, Tunisia; Ciudad de México, México y Yangôn, Myanmar. IDEA Internacional también tiene un programa en El Cairo y es un representante permanente ante la Naciones Unidas con sede en la ciudad de Nueva York.

## Más información
- Reynolds, Andrew (1997). Electoral system design: the new international IDEA handbook (volume 1). Stockholm, Sweden: International Institute for Democracy and Electoral Assistance (IDEA).
- Reynolds, Andrew; Reilly, Ben; Ellis, Andrew (2005). Electoral system design: the new international IDEA handbook. Stockholm, Sweden: Instituto Internacional para la Democracia y Asistencia Electoral (IDEA Internacional). ISBN 9789185391189.
- Lissidini, Alicia; Welp, Yanina; Zovatto, Daniel (2009). Democracia Directa en América Latina. International Institute for Democracy and Electoral Assistance (IDEA). ISBN 978-987-574-268-0.